# 金粉世界
《金粉世界》（英語：Gigi）是一部美国電影，於1958年上映。該電影由文森特·明内利執導。該電影改編自科萊特於1944年創作的一篇中篇小說。1991年，該電影入選國家影片登記表。